# A.I. Assault
A.I. Assault (br:  Shockwave) é um filme estadunidense de 2006, do gênero ficção científica,  com roteiro de Bill Monroe e direção de Jim Wynorski também creditado como roteirista. Na versão em DVD o nome do filme foi alterado para Shockwave.

## Sinopse
Dois robos militares dotados de Inteligência artificial são transportados para ajustes finais quando, durante o vôo, um deles é acidentalmente ativado e causa a queda do avião em uma ilha. Um grupo de soldados é enviado para encontrar e desativar os robos em uma luta contra o tempo pois, enquanto estiverem operando estão aprendendo e se tornando mais inteligentes.

## Elenco
- Joe Lando           Major Richard Tunney
- Lisa LoCicero       Susan Foster
- Joshua Cox          Jack McKenna
- Blake Gibbons       Tiffany Smith
- Michael Dorn        General Buskirk
- Bill Mumy           Major Heath
- Alexandra Paul      Marlon Adams
- Robert Picardo      Dr. John Foster